# Hippopotamyrus longilateralis
Hippopotamyrus longilateralis és una espècie de peix africà del gènere Hippopotamyrus en la família Mormyridae, endèmic del riu Cunene, darrere les cascades Epupa i baix les cascades Ruacana. És nativa de Namíbia i Angola.

## Morfologia
En funció de la seva morfologia, pot agrupar-se dins dels denominats «lluços del riu Nil» juntament amb el Brienomyrus, Mormyrops, Marcusenius, Petrocephalus y Pollimyrus.
Posseeix petites barbes i es caracteritza per posseir un cap allargat que pot arribar a mesurar el doble del seu alt. Manquen de l'extensió de l'aparell bucal dels peixos elefant.
Pot aconseguir una grandària aproximada de 172 mm.

## Estat de conservació
Respecte a l'estat de conservació es pot indicar que d'acord amb la UICN aquesta espècie es pot catalogar en la categoria de «Dades insuficients (DD)», ja que no hi ha informació suficient per determinar la categoria d'aquesta espècie.